# Dharmanagar
Dharmanagar es un pueblo y nagar Panchayat situado en el distrito de Tripura septentrional en el estado de Tripura (India). Su población es de 40595 habitantes (2011). Es la segunda mayor localidad del estado después de Agartala.

## Demografía
Según el censo de 2011 la población de Dharmanagar era de 40595 habitantes, de los cuales 20161 eran hombres y 20434 eran mujeres. Dharmanagar tiene una tasa media de alfabetización del 95,12%, superior a la media estatal del 87,22%: la alfabetización masculina es del 96,04%, y la alfabetización femenina del 94,21%.

## Clima
| Parámetros climáticos promedio de Dharmanagar | Parámetros climáticos promedio de Dharmanagar | Parámetros climáticos promedio de Dharmanagar | Parámetros climáticos promedio de Dharmanagar | Parámetros climáticos promedio de Dharmanagar | Parámetros climáticos promedio de Dharmanagar | Parámetros climáticos promedio de Dharmanagar | Parámetros climáticos promedio de Dharmanagar | Parámetros climáticos promedio de Dharmanagar | Parámetros climáticos promedio de Dharmanagar | Parámetros climáticos promedio de Dharmanagar | Parámetros climáticos promedio de Dharmanagar | Parámetros climáticos promedio de Dharmanagar | Parámetros climáticos promedio de Dharmanagar |
| Mes                                           | Ene.                                          | Feb.                                          | Mar.                                          | Abr.                                          | May.                                          | Jun.                                          | Jul.                                          | Ago.                                          | Sep.                                          | Oct.                                          | Nov.                                          | Dic.                                          | Anual                                         |
| --------------------------------------------- | --------------------------------------------- | --------------------------------------------- | --------------------------------------------- | --------------------------------------------- | --------------------------------------------- | --------------------------------------------- | --------------------------------------------- | --------------------------------------------- | --------------------------------------------- | --------------------------------------------- | --------------------------------------------- | --------------------------------------------- | --------------------------------------------- |
| Temp. máx. abs. (°C)                          | 30                                            | 33                                            | 38                                            | 40                                            | 38                                            | 40                                            | 37                                            | 37                                            | 37                                            | 35                                            | 32                                            | 28                                            | 40                                            |
| Temp. máx. media (°C)                         | 23                                            | 25                                            | 30                                            | 31                                            | 31                                            | 31                                            | 32                                            | 32                                            | 31                                            | 30                                            | 27                                            | 24                                            | 29                                            |
| Temp. mín. media (°C)                         | 10                                            | 12                                            | 15                                            | 20                                            | 22                                            | 25                                            | 25                                            | 25                                            | 24                                            | 21                                            | 16                                            | 11                                            | 19                                            |
| Temp. mín. abs. (°C)                          | 5                                             | 6                                             | 6                                             | 11                                            | 16                                            | 18                                            | 20                                            | 21                                            | 20                                            | 15                                            | 10                                            | 5                                             | 5                                             |
| Precipitación total (mm)                      | 11.4                                          | 12.8                                          | 57.7                                          | 142.3                                         | 248.0                                         | 350.1                                         | 353.6                                         | 269.9                                         | 166.2                                         | 79.2                                          | 19.4                                          | 5.1                                           | 1717.7                                        |
| Fuente: wunderground.com                      |                                               |                                               |                                               |                                               |                                               |                                               |                                               |                                               |                                               |                                               |                                               |                                               |                                               |